# Аспромонте, Валерио
Валерио Аспромонте (итал. Valerio Aspromonte, род. 16 марта 1987 года в Риме, Италия) — итальянский фехтовальщик на рапирах, чемпион Олимпийских игр 2012 годов в командных соревнованиях, чемпион мира и трёхкратный чемпион Европы. На Олимпийских играх 2012 года в индивидуальных соревнованиях потерпел поражение в четвертьфинале.